# Otto Balzar
Otto Balzar (9. května 1865 Lublaň – 28. dubna 1952 Tullnerbach-Lawies) byl rakousko-uherský admirál. Jako absolvent námořní akademie sloužil u c. k. námořnictva od roku 1884, absolvoval několik zaoceánských cest a vystřídal důstojnické pozice na řadě lodí. Za první světové války zastával funkce u námořní základny v Pule a v roce 1918 byl povýšen na kontradmirála. V této hodnosti mu byl přiznán nárok na penzi v Československu, kde se usadil po rozpadu monarchie. 

## Životopis

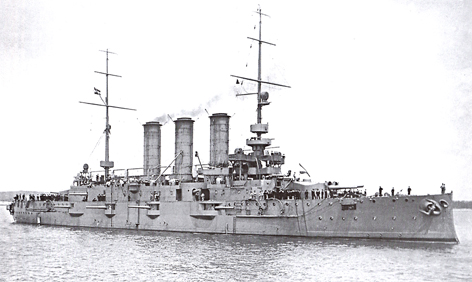
Bitevní loď SMS Erzherzog Karl

Pocházel z rodiny důstojníka Karla Josefa Balzara (1830–1914). První vzdělání získal na vojenské škole v Kőszegu (1875–1880) a poté studoval na C. k. námořní akademii v Rijece (1880–1884). K námořnictvu vstoupil jako kadet v roce 1884 a na korvetě SMS Saida absolvoval zaoceánskou plavbu k břehům jižní a severní Ameriky a na Dálný východ (1884–1886). Další průpravu získal na několika cvičných lodích a v roce 1888 získal hodnost praporčíka. Absolvoval důstojnický kurz pro obsluhu torpéd a kromě služby na torpédových člunech působil také u arzenálu v Pule nebo jako velitel jednotek námořní pěchoty.
Postupoval v hodnostech (poručík II. třídy 1894, poručík I. třídy 1898) a na korvetě SMS Donau absolvoval další zaoceánskou plavbu (1897–1898). Poté již získal pod velení menší plavidla a v letech 1899–1902 byl instruktorem na cvičné lodi SMS Radetzky. Působil u námořní základny v Pule, kde byl v letech 1905–1906 prvním důstojníkem výstrojních skladů, vystřídal také pozice prvního důstojníka na torpédoborci SMS Lussin, obrněné lodi SMS Kronprinz Erzherzog Rudolf a bitevní lodi SMS Erzherzog Friedrich.
V hodnosti korvetního kapitána (1. listopadu 1907) byl velitelem torpédoborce SMS Satellit jako staniční lodi v Tivatu (1909–1910). V letech 1910–1911 byl velitelem kasárenské lodi SMS Bellona a následně velitelem dělostřelectva na bitevní lodi SMS Erzherzog Karl v rámci I. eskadry. Mezitím byl povýšen na fregatního kapitána (1. listopadu 1910). Již o dva roky později získal hodnost kapitána řadové lodi (1. listopadu 1912) a od roku 1913 zastával funkci ředitele skladů námořní munice v Pule. Tento post zastával i v době první světové války a k datu 1. října 1917 byl penzionován v hodnosti kontradmirála.
Díky rodičům měl vazby na české země (otec se narodil v Josefově) a po rozpadu monarchie se usadil v Československu. Požádal o přijetí do československé armády a v roce 1919 mu byla přiznána hodnost kontradmirála ve výslužbě s nárokem na penzi. Později přesídlil do Vídně a nakonec zemřel v Horním Rakousku.

## Řády a vyznamenání
Během služby u námořnictva získal několik ocenění v Rakousku-Uhersku i v zahraničí.

### Rakousko-Uhersko
- Jubilejní pamětní medaile (1898)
- Vojenský jubilejní kříž (1908)
- Služební odznak pro důstojníky III. třídy (1909)
- Vojenský záslužný kříž (1909)
- Řád železné koruny III. třídy s válečnou dekorací (1915)

### Zahraničí
- Železný kříž II. třídy (1917, Německo)